# Craterul Steen River
Steen River este un crater de impact meteoritic în Alberta, Canada.

## Date generale
Acesta are un diametru de 25 km și are vârsta estimată la 91 ± 7 milioane de ani (Cretacicul inferior). Craterul nu este expus la suprafață. Craterul a fost parțial erodat și se află sub 200 m de sedimente.